# Байрак (Семёновский район)
Байрак (укр. Байрак) — село,
Богдановский сельский совет,
Семёновский район,
Полтавская область,
Украина.
Код КОАТУУ — 5324580602. Население по переписи 2001 года составляло 230 человек.

## Географическое положение
Село Байрак находится на расстоянии в 2 км от сёл Курганное, Богдановка и Гирино (Хорольский район).

## История
- 2008 — посёлку Байрак присвоен статус село.

## Происхождение названия
Слово байрак происходит от тюркского «балка»; так обычно называется сухой, неглубоко взрезанный овраг, зачастую зарастающий травой либо широколиственным лесом.
Слово байрак распространено на юге Европейской части СССР, в лесостепной и степной зоне. От названия «байрак» происходит название байрачных лесов, где растут обычно следующие породы деревьев — дуб, клён, вяз, ясень, липа.
На территории Украины имелись минимум 19 сёл и посёлков с названием Байрак, из них шесть - в Харьковской области и восемь - в Полтавской в их современных границах. Село входило сначала в Харьковскую; с октября 1937 года - в Полтавскую область.